# If I Know Me
If I Know Me è il primo album in studio del cantante statunitense Morgan Wallen, pubblicato nel 2018.

## Tracce
1. Up Down (featuring Florida Georgia Line) – 3:18
2. Happy Hour – 3:20
3. Had Me by Halftime – 2:52
4. Whiskey Glasses – 3:54
5. Whatcha Know 'Bout That – 3:15
6. Redneck Love Song – 3:10
7. Little Rain – 3:27
8. If I Know Me – 2:38
9. Chasin' You – 3:25
10. The Way I Talk – 3:28
11. If I Ever Get You Back – 2:54
12. Gone Girl – 2:43
13. Not Good at Not – 3:02
14. Talkin' Tennessee – 3:44

## Ricezione
L’album è stato accolto favorevolmente da parte di critica e pubblico. If I Know Me ha venduto più di due milioni di copie nei soli Stati Uniti, raggiungendo la prima posizione della classifica degli album country e la decima della Billboard Hot 200 (classifica degli album di tutti i generi). Inoltre ha raggiunto la posizione numero 56 in Australia e la 21 in Canada.